# 아바즈 칸
아바즈 칸(Arbaaz Khan, 1967년 8월 4일 ~ )은 인도의 배우이다.

## 출연 작품
- 프리키 알리 (2016)
- 다방 2 (2012)
- 뭄바이의 왕 (2012)
- 다방 (2010)
- 우드스탁 빌라 (2008)
- 패션 (2008)
- 옴 샨티 옴 (2007)
- 다라르 (1996)